# Іподром (станція метро)
50°22′35.60″ пн. ш. 30°28′08.82″ сх. д. / 50.3765556° пн. ш. 30.4691167° сх. д.
«Іподро́м» — 51-ша станція Київського метрополітену. Розташована на Оболонсько-Теремківській лінії між станціями «Виставковий центр» і «Теремки». Відкрита 25 жовтня 2012 року. Назва станції походить від розташованого поблизу Київського іподрому.
Розташована біля перетину проспекту Академіка Глушкова та вулиці Василя Касіяна.
З 13 грудня 2023 по 12 вересня 2024 року у зв'язку з пошкодженням обробки та протіканням тунелю на перегоні «Либідська» — «Деміївська» станція приймала поїзди, що курсували в режимі човникового руху за маршрутом «Деміївська» — «Теремки». На час ремонту сполучення з основною частиною лінії було перервано.

## Будівництво
Будівництво станції розпочалося восени 2011 року. Станом на кінець лютого 2012 року було частково розкрито котлован майбутньої станції. Два прохідницьких механізованих комплекси у кінці вересня 2011 року розпочали спорудження перегінних тунелів від станції «Виставковий центр». 28 лютого 2012 року відбулася збійка правого перегінного тунелю з котлованом станції, 10 квітня 2012 року — лівого.

## Конструкція
Конструкція станції — колонна трипрогінна двоярусна мілкого закладення
Колійний розвиток: Станція без колійного розвитку. З боку станції «Теремки» залишений заділ у вигляді двох камер з'їздів під перспективне відгалуження лінії до житлового масиву Теремки-2.
Над першою колією — пішохідна галерея, яка сполучається з платформою пасажирським ліфтом. Платформа станції з південного боку сполучена сходами з підземним касовим вестибюлем, суміщеним з підземним переходом під проспектом Академіка Глушкова. З північного боку платформи — вихід до автостанції «Південна».  Наземні вестибюлі відсутні.

## Особливості організації руху
Протягом року (з 25 жовтня 2012 по 6 листопада 2013 року) на станції працювала лише одна платформа, до станції «Виставковий центр» по першій колії було організовано човниковий рух. Таку схему руху було впроваджено внаслідок того, що на станції «Іподром» немає колійного розвитку для обертання поїздів. Станцію планувалося відкривати одночасно зі станцією «Теремки», на якій мало би здійснюватися обертання поїздів. З відкриттям «Теремків» рух поїздів станцієї відбувається в звичайному режимі як і на решті станцій лінії.

## Проєкт перейменування
На сесії Київради 1 листопада 2012 року був розглянутий проєкт рішення «Про перейменування станції метро», згідно з яким пропонувалося перейменувати станцію «Іподром» на «Одеську» через звернення Товариства української мови Київського національного університету імені Тараса Шевченка. Проте за це рішення проголосували лише 12 депутатів, тож воно не було прийняте.

## Пасажиропотік
| Рік                           | 2009 | 2011 | 2012 | 2013 | 2014 | 2015 | 2016 | 2017 | 2018 |
| ----------------------------- | ---- | ---- | ---- | ---- | ---- | ---- | ---- | ---- | ---- |
| Пасажиропотік, тис. осіб/добу | —    | —    | 17,0 | 8,6  | 9,5  | 10,3 | 11,5 | 12,8 | 13,4 |